# Wang Haibin
Wang Haibin, né le 15 décembre 1973 à Nanning, est un escrimeur chinois pratiquant le fleuret.  Il remporte deux médailles d'argent par équipes aux Jeux olympiques d'été de 2000 et aux Jeux olympiques d'été de 2004.

## Palmarès
- Jeux olympiques
  -  Médaille d'argent au fleuret par équipe aux Jeux olympiques de 2000 à Sydney[1]
  -  Médaille d'argent au fleuret par équipe aux Jeux olympiques de 2004 à Athènes[2]

- Championnats du monde
  -  Médaille de bronze au fleuret par équipe aux Championnats du monde d'escrime 1994
  -  Médaille de bronze au fleuret en individuel aux Championnats du monde d'escrime 1997